# Lakros na letních olympijských hrách

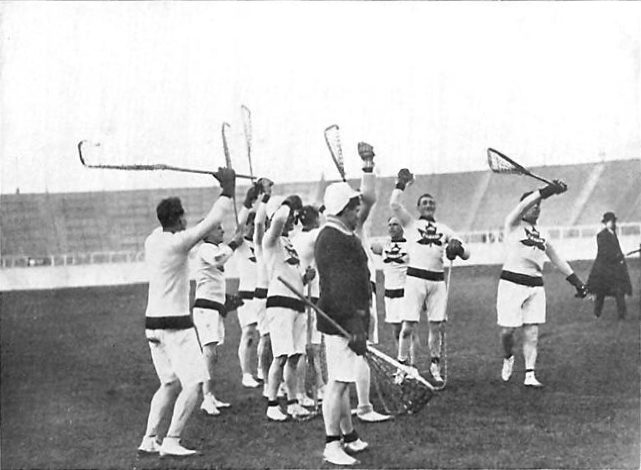
Vítězný tým Kanady po zápase na Letních olympijských hrách 1908

Zápasy v lakrosu na letních olympijských hrách proběhly dosud pouze v počátcích historie letních olympijských her, lakros byl na programu her v letech 1904 a 1908. Oba turnaje byly určeny pouze pro muže, v roce 1904 se jej zúčastnily tři týmy ze dvou zemí, o čtyři roky později dva týmy ze dvou zemí.
V letech 1928, 1932 a 1948 se lakros na olympijských hrách představil v roli ukázkového sportu.

## Medailové pořadí zemí
| Pořadí | Země                         | Zlato | Stříbro | Bronz | Celkem |
| ------ | ---------------------------- | ----- | ------- | ----- | ------ |
| 1.     | Kanada (CAN)                 | 2     | 0       | 1     | 3      |
| 2.     | Spojené státy americké (USA) | 0     | 1       | 0     | 1      |
| 2.     | Velká Británie (GBR)         | 0     | 1       | 0     | 1      |
| Celkem | Celkem                       | 2     | 2       | 1     | 5      |